# Шо Косуги
Шо Косуги (на японски: ショー・コスギ), рождено име Шоичи Косуги (на японски: 小杉 正一), е японски киноактьор от 1980-те години и майстор по бойни изкуства, известен с ролите си във филми за нинджа.

## Ранни години в Япония
Роден е на 17 юни 1948 година в Шиба, Токио. Още на 5 годин започва да се занимава с шиторю карате. На 6-годишна възраст родителите му го записват в актьорско училище, откъдето е изгонен след 6 месеца, защото учителите решават, че е свръхактивен и нетърпелив и от него не може да стане актьор.
Когато е на 7 години Шо се запознава със стар човек, 70-годишен странник на име Ямамото, и макар и да му е забранено, посещава стареца всеки ден след училище. Те дълго разговарят по темата нинджа и така през следващите 5 години старецът преподава тайно нинджуцу на младия Косуги, но когато Шо е вече 12-годишен, той мистериозно изчезва и никой не го вижда повече.
По време на средното си образование Косуги продължава да се занимава с бойни изкуства и едновременно с карате. Започва обучение и по кендо и джудо, по-късно и по иайдо и кобудо, като междувременно играе и баскетбол. На 18-годишна възраст Шоичи Косуги става шампион на Япония по карате. През 1968 г., след неуспех да влезе в японски колежи, заминава да учи в САЩ.

## Живот и кариера в САЩ

### Обучение и спорт
Косуги започва да учи първоначално в колеж в Пасадена, след което се премества в Калифорнийския университет, където става бакалавър по икономика. Междувременно се запознава с бъдещата си съпруга (американка от китайски произход на име Шук).
Докато още учи и работи, за да плаща обучението си, продължава да се занимава с бойни изкуства в известната школа по шиторю карате на майстор Фумио Демура. През 1971 – 1973 г. участва във всички шампионати по карате в САЩ, Канада и Мексико, като спечелва 633 трофея и купи до 1974 г.

### Филмова кариера
В края на 1970-те години Косуги се снима в няколко азиатски нискобюджетни филми, но те не го правят известен. През 1981 г. получава първата си по-голяма роля във филма на Майк Стоун „Enter the Ninja“ като дубльор на Франко Неро, хореограф на бойните сцени и второстепенен герой. Филмът е възприет много добре и след излизането му на големия екран се поражда голям интерес към героя нинджа, сравним единствено с манията по Брус Лий десетилетия по-рано, а Шоичи си спечелва много почитатели.
През 1983 г. Шо получава главна роля във филма „Отмъщението на Нинджа“, а след това и в „Нинджа 3: Доминиране“ (1984), който го прави световноизвестен. Следват роли в „Майстора“ (1984, сериал), „Nine Deaths of the Ninja“ (1985), „Pray for Death“ (1985), „Яростта на честта“ (1987), „Черният орел“ (1988) – партнира си с Жан-Клод Ван Дам, и специално участие в „Сляпа ярост“ (1989) – с Рютгер Хауер в главната роля, и др.
През 2009 г. Шоичи Косуги се завръща на големия екран пак с нинджа филм: „Нинджа убиец“ (Ninja Assassin).

## Филмови академии
През 1988 година Шо Косуги открива в Лос Анжелис филмова академия за азиатски актьори с име SKI (Sho Kosugi Institute), а през 1999 и 2000 г. открива две подобни школи в Япония.

## Деца
От брака си с китайката Шук има 3 деца: Кан (роден 1974), Шейн (роден 1976) и Ейша (родена 1983). Кан и Шейн Косуги също стават актьори.